# Epilobocera diazbeltrani
Epilobocera diazbeltrani is een krabbensoort uit de familie van de Pseudothelphusidae. De wetenschappelijke naam van de soort is voor het eerst geldig gepubliceerd in 2005 door Capolongo.